# Oulad Berhil
Oulad Berhil è una città del Marocco, nella provincia di Taroudant, nella regione di Souss-Massa.
La città è anche conosciuta come Awlād Barh̨īl o Oulad Barrehil.